# Dos Gemelos
Dos Gemelos är en kulle i Antarktis. Den ligger i Västantarktis. Argentina, Chile och Storbritannien gör anspråk på området. Toppen på Dos Gemelos är 431 meter över havet.
Terrängen runt Dos Gemelos är kuperad åt sydväst, men åt nordost är den platt. Trakten är glest befolkad. Närmaste befolkade plats är Bernardo O'Higgins Station, 19,7 kilometer nordväst om Dos Gemelos. 